# Czarnowo (województwo zachodniopomorskie)
Czarnowo – wieś w Polsce położona w województwie zachodniopomorskim, w powiecie pyrzyckim, w gminie Kozielice.
W 1322 wieś została nadana Pyrzycom przez książąt pomorskich Ottona I i Barnima III.
W latach 1954–1957 wieś należała i była siedzibą władz gromady Czarnowo, po jej zniesieniu w gromadzie Kozielice. W latach 1975–1998 miejscowość administracyjnie należała do województwa szczecińskiego.